# Kompetenzliste
Eine Kompetenzliste ist eine entwicklungslogisch aufgebaute Liste aus im Rahmen eines Lernprozesses zu erlangenden Kompetenzen.
Die Kompetenzliste stellt ein Evaluationsinstrument und ein Instrument zur Selbststeuerung des Lernprozesses durch den Lernenden dar. Sie ist damit auch ein optimales Instrument zur individuellen Förderung.
Kompetenzlisten können in allen Unterrichtsfächern eingesetzt werden.
Die Kompetenzliste unterscheidet sich strukturell und konzeptionell vom Kompetenzraster. 

## Aufbau
Die Grundlage der Kompetenzliste bilden Kompetenzen in der "Ich kann..."-Formulierung. Jede der Kompetenzen ist möglichst kleinschrittig konzipiert, umfasst also einen Lernzuwachs, der von dem Lernenden in überschaubarer Zeit erreicht werden kann.
Die Kompetenzen einer Kompetenzliste werden in Form einer Liste entwicklungslogisch angeordnet. Neben Kompetenzlisten für die Schulfächer (Deutsch, Fremdsprache, Mathematik, Sachkunde, Kunst, Musik und Sport) gibt es auch Kompetenzlisten zum sozialen Lernen, zum Lernverhalten, Arbeitsverhalten und zur Selbstständigkeit. Die Kompetenzen zum Lernverhalten ersetzen die zahlreichen Niveaustufen-Kompetenzformulierungen, die in der Tabellenstruktur des Kompetenzrasters für jede einzelne Kompetenz aufgeführt werden.

## Einsatz
Erreichte Kompetenzen werden von der Lehrperson mit einem Aufkleber in der Kompetenzliste dokumentiert. Dies ist eine übersichtliche Orientierung für den Lernenden, an welcher Stelle des Lernprozesses er sich gerade befindet. Er sieht, welche Kompetenzen er bereits erreicht hat und welche Kompetenzen er als Nächstes erlernen kann. Die Kompetenzliste ermöglicht dem Lernenden eine Selbsteinschätzung seines Lernprozesses sowie die selbstwirksame Planung folgender Lernschritte und -schwerpunkte.